# Roella incurva
Roella incurva är en klockväxtart som beskrevs av Joseph Banks och A.Dc. Roella incurva ingår i släktet Roella och familjen klockväxter. Inga underarter finns listade i Catalogue of Life.